# Hermann von Gersdorff

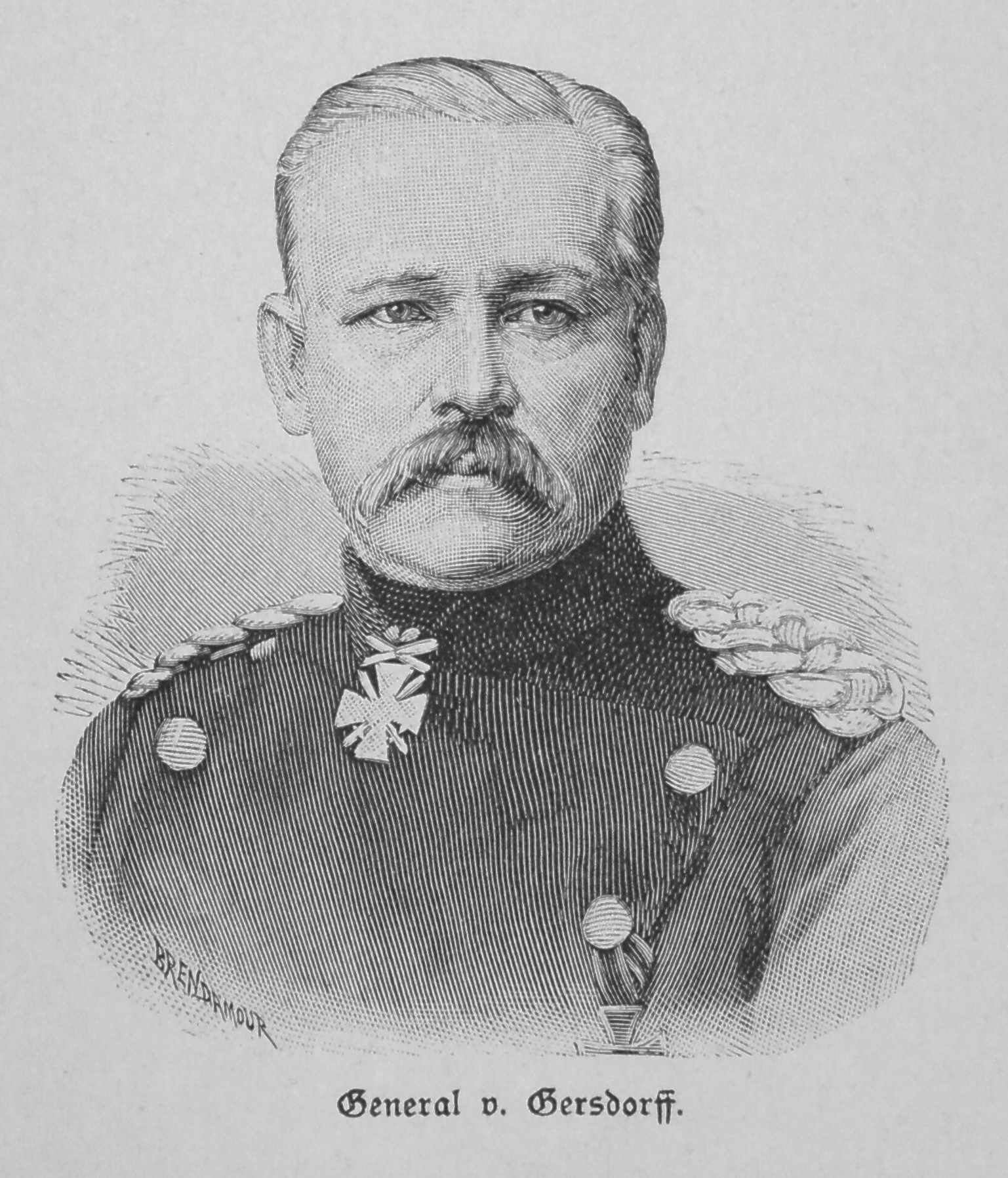
Tướng Hermann von Gersdorff

Hermann Konstantin von Gersdorff (sinh ngày 2 tháng 12 năm 1809 tại Kieslingswalde; mất ngày 13 tháng 9 năm 1870 tại Sedan, tỉnh Ardennes, Pháp), là một sĩ quan quân đội Phổ, đã trở thành Trung tướng và Tư lệnh của Sư đoàn số 22. Ông đã tham gia trong các cuộc chiến tranh thống nhất nước Đức, và trong cuộc Chiến tranh Pháp-Đức (1870 – 1871), ông từ trần do vết thương của mình trong trận Sedan vào tháng 9 năm 1870.

## Sự nghiệp quân sự
Sau khi được đào tạo tại Trường thiếu sinh quân Dresden, vào năm 1827, với quân hàm Thiếu úy, ông gia nhập Trung đoàn Bắn súng hỏa mai Cận vệ số 2 của Quân đội Phổ. Từ năm 1842 cho đến năm 1843, ông cùng với các tướng lĩnh như Wilhelm Hiller von Gärtringen (1809 - 1866) và August Graf von Werder (1808 - 1888) tham gia trong các chiến dịch của quân đội Nga ở vùng Kavkaz. Vào năm 1848, ông được giao công việc tổ chức các lực lượng Schleswig-Holstein trong cuộc Chiến tranh Schleswig-Holstein lần thứ nhất, tham gia trong các trận đánh tại Schleswig, Hadersleben và Kolding.
Vào năm 1853, với quân hàm Thiếu tá, Gersdorff được bổ nhiệm vào bộ tham mưu của Sư đoàn số 16, đến năm 1859, lại trở thành Tư lệnh của Tiểu đoàn Jäger số 4, và vào năm 1860, trở thành tư lệnh của Trung đoàn Bộ binh Magdeburg số 4. Vào năm 1864, với quân hàm Thiếu tướng, ông chỉ huy Lữ đoàn Bộ binh số 11 trong cuộc Chiến tranh Schleswig lần thứ hai (cũng gọi là Chiến tranh Đức-Đan Mạch), và vào năm 1866 ông lại chỉ huy tiểu đoàn này trong cuộc chiến tranh chống Áo.
Về sau này, ông lên chức Trung tướng và được bổ nhiệm làm chỉ huy của Sư đoàn số 22. Sau khi Julius Graf von Bose (1809 - 1894), Tướng tư lệnh của Quân đoàn XI bị trọng thương trong trận Wörth vào ngày 6 tháng 8 năm 1870 trong cuộc Chiến tranh Pháp-Đức (1870 – 1871), ông được trao quyền chỉ huy quân đoàn này. Nhưng rồi, vào buổi sáng ngày 1 tháng 9 năm 1870, trong cuộc giao tranh ở Floing trong trận Sedan, ông bị thương nặng ở ngực. Đến ngày 13 tháng 9 năm 1870, ông qua đời tại Sedan.

## Vinh danh
Để tôn vinh ông, doanh trại bộ binh ở Wiesbaden (ngày nay mang tên Europaviertel) và Trung đoàn Bắn súng hỏa mai "von Gersdorff" (Kurhessisches) số 80 đã được đặt theo tên ông.